# Rainbow in the Dark
"Rainbow in the Dark" é uma canção da banda norte-americana de heavy metal Dio, lançada oficialmente em outubro de 1983 como segundo single de seu álbum de estreia, Holy Diver. A canção recebeu um desempenho moderado, tendo somente alcançado a posição de número 46 no Reino Unido.
A música já foi gravada por Corey Taylor, com apoio de Roy Mayorga, Satchel, Christian Martucci e Jason Christopher para o álbum Ronnie James Dio - This Is Your Life. Também foi tocada pela banda norueguesa Jorn em seu álbum de 2016, Heavy Rock Radio. Além disso, a música também foi apresentada na edição 2019 da San Diego Comic Con de Thor: Love and Thunder da Marvel Studios, e será apresentada no próprio filme.

## Videoclipe
O videoclipe foi filmado próximo à época da gravação original em estúdio da música. A locação do vídeo se passa no centro de Londres, com cenas alternadas entre tomadas de um homem seguindo uma mulher por uma rua repleta de cinemas pornográficos e Ronnie James Dio cantando de um telhado. 
A intenção maliciosa implícita do homem fica evidente durante o solo de guitarra, quando o guitarrista Vivian Campbell (e mais tarde o baixista Jimmy Bain) aparece e efetivamente o "assusta" depois que ele segue a mulher até um cinema, com a mulher beijando Campbell no bochecha em aparente gratidão. O vídeo inclui fotos de atrações turísticas, como a Coluna de Nelson, a Ponte de Westminster, Piccadilly Circus e Soho.

## Posição nas paradas musicais
| Parada (1983)                              | Melhor posição |
| ------------------------------------------ | -------------- |
| Reino Unido (UK Singles Chart)             | 46             |
| Estados Unidos (Billboard Mainstream Rock) | 14             |